# I Got Mine (The Black Keys)
I Got Mine è un singolo del duo rock statunitense The Black Keys, pubblicato nel 2008 ed estratto dall'album Attack & Release.

## Tracce
1. I Got Mine (Radio Edit)(Auerbach, Carney)
2. Here I Am I Always Am (Captain Beefheart; live at Suma Studios, Ohio) (7" vinyl only)
3. I Got Mine (Album Version - CD Track 2)(Auerbach, Carney)

## Critica
La canzone è stata inserita alla posizione #23 nella lista stilata da Rolling Stone delle migliori canzoni del 2008.

## Formazione
- Dan Auerbach - voce, chitarra
- Patrick Carney - batteria, percussioni
- Carla Monday – cori
- Ralph Carney – scacciapensieri